# Dimosthenis Tampakos
Dimosthenis Tampakos (Thessaloniki, 12 november 1976) is een Grieks turner. 
Tijdens de wereldkampioenschappen van 1999 won Tampakos de bronzen medaille aan de ringen. Tampakos won in 2000 de olympische zilveren medaille achter de Hongaar Szilveszter Csollány.
Tampakos deelde in 2003 de wereldtitel aan de ringen met de Bulgaar Joran Jovtchev. Een jaar later tijdens de Olympische Zomerspelen 2004 in eigen land won Tampakos de gouden medaille aan de ringen.

## Resultaten

### Olympische Zomerspelen
| Jaar | Plaats | Resultaten    |
| ---- | ------ | ------------- |
| 2000 | Sydney | aan de ringen |
| 2004 | Athene | aan de ringen |

### Wereldkampioenschappen turnen
| Jaar | Plaats  | Resultaten    |
| ---- | ------- | ------------- |
| 1999 | Tianjin | aan de ringen |
| 2003 | Anaheim | aan de ringen |

1896: Ioannis Mitropoulos ·
1904: Herman Glass ·
1924: Francesco Martino ·
1928: Leon Štukelj ·
1932: George Gulack ·
1936: Alois Hudec ·
1948: Karl Frei ·
1952: Grant Sjaginjan ·
1956: Albert Azarjan ·
1960: Albert Azarjan ·
1964: Takuji Hayata ·
1968: Akinori Nakayama ·
1972: Akinori Nakayama ·
1976: Nikolaj Andrianov ·
1980: Aleksandr Ditjatin ·
1984: Koji Gushiken, Li Ning ·
1988: Holger Behrendt, Dmitri Bilozertsjev ·
1992: Vitali Tsjerbo ·
1996: Jury Chechi ·
2000: Szilveszter Csollány ·
2004: Dimosthenis Tampakos ·
2008: Chen Yibing · 
2012: Arthur Zanetti · 
2016: Eleftherios Petrounias · 
2020: Liu Yang · 
2024: Liu Yang